# 吉永村 (静岡県富士郡)
吉永村（よしながむら）は、かつて静岡県富士郡にあった村である。

## 沿革
- 1889年（明治22年）4月1日 - 町村制施行に伴い富士郡比奈村、富士岡村、間門村、鵜無ケ淵村、桑崎村、石井村が合併し、吉永村が発足。
- 1955年（昭和30年）2月11日 - 吉原市、富士郡元吉原村・須津村・原田村と合併し、吉原市を新設して消滅。